# 方若曦
方若曦（ほう じゃくぎ、方若曦、2002年3月21日-）は、中国の囲碁棋士。貴州省安順市出身、中国囲棋協会所属、五段。天台山杯全国女子囲棋公開戦優勝、呉清源杯世界女子囲碁選手権ベスト4、など。

## 経歴
2013年全国少年児童戦女子児童組優勝、2016年女子少年組優勝。2017年全国運動会アマチュア女子個人戦優勝。同年初段。2018年二段。
2019年、新秀争覇戦で準優勝、閬中古城杯女子名人戦ベスト8、三段、四段。2021年、呉清源杯世界女子囲碁選手権でベスト4、五段。2022年、天台山体彩杯全国女子囲棋公開戦で8戦全勝で優勝。
中国女子囲棋甲級リーグ戦では2018年から杭州チームで出場、2021年には13-4の成績で最佳進歩賞受賞。2022年から丙級リーグ戦（男子）に出場。中国棋士ランキングでは2022年120位。

### タイトル歴
- 中国・天台山体彩杯全国女子囲棋公開戦 2022年

### 他の成績
国際棋戦
- 呉清源杯世界女子囲碁選手権 2021年ベスト4、2023年ベスト4

国内棋戦、その他
- 博思軟件杯中国囲棋新秀争覇戦 2019年準優勝
- 全国智力運動会 2023年女子団体戦優勝（浙江）、混合ペア戦準優勝（檀嘯とペア）
- 中国女子囲棋甲級リーグ戦
  - 2018年（杭州雲林決破）7-4
  - 2019年（杭州雲林決破）10-6
  - 2020年（杭州雲林決破）9-7
  - 2021年（杭州雲林決破）13-4（最佳進歩賞）
  - 2023年（杭州雲林決破）11-7
  - 2024年（杭州雲林決破）11-7
- 中国囲棋丙級リーグ戦
  - 2022年（杭州智力文化）4-3[1]

## 注
1. ↑  新浪体育「围丙环旭电子宝岛登顶 携手杭州棋协杭州国际升乙」2022.11.22